# František Skorkovský (lékař)
František Skorkovský (11. prosince 1863 Humpolec – 24. září 1957 Prostějov) byl český lékař, nositel státního titulu „Zasloužilý lékař“ a čestný občan města Plumlova.

## Život
Narodil se v Humpolci v rodině Františka a Marie Skorkovských. Po studiu na gymnáziu v roce 1883 odešel do Vídně na vojenskou službu a studium medicíny. V roce 1890 získal titul doktora veškerého lékařství a praktikoval ve Vídni. V rámci své praxe ve Vídni působil v nemocnici císaře Františka Josefa, kde se stal asistentem MUDr. Josefa Drozda. Ve Vídni, kde působil krátce, byl zastáncem české menšiny, vídeňských Čechů. Do českých spolků se zapojil již jako student.
Začátkem roku 1893 se ve Vídni oženil s Češkou z Pacova a krátce na to se společně vrátili na Moravu, kde založili rodinu.
Lékařskou praxi začal v Lipníku nad Bečvou, kde ale působil pouze krátce. Od roku 1895 byl pak obvodním lékařem v Plumlově. Ve městě kromě své lékařské praxe vybudoval i lékárnu. Jako lékař se aktivně podílel na veřejných a kulturních akcích v regionu, mimo jiné množstvím zdravotnických a osvětových přednášek. Ve městě také zavedl plošné očkování. Jeho lékařské působení však přesáhlo hranice Plumlova. Spolupracoval například s nemocnicí v Prostějově, především jako skvělý diagnostik.
Jeho lékařská praxe trvala i po odchodu na penzi, téměř šedesát let.

## Ocenění
MUDr. František Skorkovský byl ceněn pro svoji odbornost a lidský přístup. Za svého života získal ocenění lékařů okresu Prostějov.
- V roce 1940 mu město Plumlov mu udělilo titul čestného občana.[4]
- V roce 1956 dostal státní titul „Zasloužilý lékař“[5] za svou dlouholetou lékařskou činnost.